# Oenothera pseudochicaginensis
Oenothera pseudochicaginensis är en dunörtsväxtart som beskrevs av Rostanski. Oenothera pseudochicaginensis ingår i släktet nattljussläktet, och familjen dunörtsväxter. Inga underarter finns listade i Catalogue of Life.